# Катастрофа Ми-2 в Пермском крае 16 апреля 2008 года
Катастрофа Ми-2 в Пермском крае — крушение транспортного вертолета российской компании Газпромавиа, с 2 членами экипажа и 2 пассажирами на борту, 3 человека погибли.

## Обстоятельства происшествия
Экипаж выполнял облет газопровода по маршруту Чайковский - Кунгур - Березовка - Лещевка днем в ПМУ. После взлета с площадки Березовка вертолет передней опорой шасси столкнулся с проводом ЛЭП в месте пересечения двух линий с веткой газопровода. Вертолет оборвал верхний нулевой тросовый провод второй по направлению полета линии, перешел в снижение и в 160 м от ЛЭП столкнулся с деревьями и землей.
Местность в районе АП имеет сложный рельеф со значительными перепадами высоты. В данной местности возможны частые смены направления и скорости ветра на вершинах холмов и в низинах.

## Причины катастрофы
Катастрофа вертолета произошла в районе пересечения трассы газопровода с высоковольтной ЛЭП из-за столкновения вертолета с земной поверхностью и деревьями в результате действий экипажа по преодолению обнаруженных проводов ЛЭП набором высоты, которые привели к столкновению передней стойкой шасси с грозозащитным проводом ЛЭП и его обрыву, а также перетяжелению несущего винта и самопроизвольному снижению вертолета.
К факторам, которые обусловили авиационное происшествие, следует отнести:
- необоснованное принятие решения командиром вертолета на снижение, выполнение полета с огибанием рельефа местности со сложной орографией на высоте ниже безопасной;
- позднее обнаружение в полете проводов ЛЭП, из-за отсутствия их маркировки и малого диаметра сечения, в условиях яркой освещенности при полете против солнца;
- отсутствие информации на полетных картах экипажа о наличии двух линий электропередач в районе пересечения с трассой магистрального газопровода.

## Сведения о воздушном судне и экипаже
| Тип ВС                        | Ми-2      |
| ----------------------------- | --------- |
| Регистрационный номер (id) ВС | RA-15732  |
| Государство регистрации ВС    | Россия    |
| Дата выпуска ВС               | 1979      |
| Заводской номер ВС            | 546102039 |